# Пьеро Магистр
Пьеро́ Маги́стр (итал. Maestro Piero, лат. Magister Piero) — итальянский композитор раннего периода Ars nova. Дата и место рождения и смерти неизвестны; время творческого расцвета — 1340-е и 1350-е годы. 

## Очерк биографии и творчества

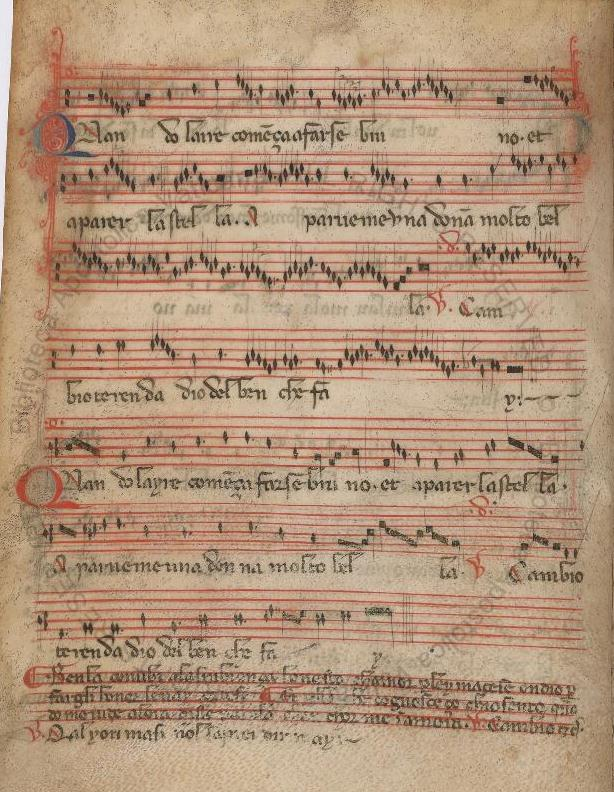
Мадригал Пьеро «Quando l’àire comença» в Кодексе Росси (I-Rvat 215; ок. 1370)

Биографические сведения о Пьеро скудны. Происходил, вероятно, из Ассизи (Ф. Виллани не упоминает его среди флорентийцев). В 1340-х и в начале 1350-х гг. Пьеро с большой вероятностью работал вместе с Джованни Флорентийским и Якопо Болонским при аристократических дворах Мастино II делла Скала (ум. 1351) в Вероне и Висконти в Милане.  
Джованни писал только светскую музыку: от него сохранились 6 двухголосных мадригалов и 2 трёхголосные каччи; ещё 2 каччи ему приписываются. Авторы стихов во всех его сочинениях неизвестны. В мадригалах Пьеро, Якопо и Джованни дружно восхваляют некую "Анну" (Anna, имя внедрено в текст в виде сеньяля) — вероятно, все 3 сочинения конкурсные. Текст каччи «Con brachi assai», положенный на музыку Пьеро и Джованни, судя по упоминанию реки Адда (Adda), возник в сфере влияния дома Висконти, с которым был связан и Якопо. В происходящей из Болоньи рукописи D-FUl D23 (XIV века) сохранилась миниатюра, на которой среди прочих изображён пожилой мужчина с бородой и тонзурой и с подписью Ser Piero — возможно, это изображение Магистра Пьеро.
Стилистическая особенность техники композиции Пьеро — каноны, которые композитор внедрял не только в каччи, но и в мадригалы. По этой причине две его пьесы — «Cavalcando con un giòvine» и «Ogni diletto» (с макароническим, итало-французском, текстом) — музыковеды определяют как «мадригалы-каччи». 
В XX веке полное собрание сочинений Пьеро опубликовали Нино Пирротта в серии Corpus mensurabilis musicae VIII/2 (1960) и Томас Маррокко в серии Polyphonic Music of the Fourteenth Century VI (1968).